# دايجو كوباياشي
|فرق كرة القدم الوطنية= 15139
دايجو كوباياشي، ( اليابانية، 小林 大悟)، من مواليد 19 فبراير 1983 بمدينة فوجي اليابانية، لاعب كرة قدم ياباني، يلعب حاليا في صفوف نادي نيو إنغلاند ريفوليشن بالدوري الأمريكي لكرة القدم كلاعب وسط.

## روابط خارجية
- دايجو كوباياشي على موقع الاتحاد الدولي (مؤرشف)  (الإنجليزية)
- دايجو كوباياشي على موقع الاتحاد الأوربي (الإنجليزية)
- دايجو كوباياشي على موقع رابطة كرة القدم اليابانية للمحترفين (اليابانية)
- دايجو كوباياشي على موقع الدوري الأمريكي (الإنجليزية)
- دايجو كوباياشي على موقع قاعدة بيانات كرة القدم.إي يو (الإنجليزية)
- دايجو كوباياشي على موقع ناشيونال فوتبول تيمز (الإنجليزية)
- دايجو كوباياشي على موقع Soccerbase.com (لاعب) (الإنجليزية)
- دايجو كوباياشي على موقع Soccerway.com (الإنجليزية)
- دايجو كوباياشي على موقع عالم كرة القدم.نت (الإنجليزية)
- دايجو كوباياشي على موقع AS.com (الإسبانية)